# Vogue Italia
Vogue Italia è l'edizione italiana della rivista Vogue. Proprietà della Condé Nast International, è la meno commerciale delle edizioni di Vogue e viene considerata la migliore rivista di moda del mondo.
Le sue illustrazioni sono spesso urtanti e provocatorie; secondo il direttore grafico dell'edizione britannica di Vogue, le fotografie di Vogue Italia «vanno oltre la moda in senso stretto per riguardare le arti e le idee».

## Storia

### Fondazione
Vogue Italia nasce dall'acquisto nel 1962 della rivista italiana Novità (mensile fondato da Emilia Kuster nel 1950 e diretto da Lidia Tabacchi) da parte dell'americana Condé Nast di Samuel Irving Newhouse. Novità era destinato ad un pubblico d'élite e trattava di stile, arredamento e moda.
Fino al novembre 1965 la rivista continuò a chiamarsi Novità.
La nuova proprietà ribattezzò la testata Vogue & Novità nel novembre 1965 e Consuelo Crespi fu la direttrice durante questa fase di lancio, fino al 1966.

### Gli anni di Franco Sartori
Nel 1966 fu nominato direttore Franco Sartori e sotto la sua guida la rivista cambiò nome da Vogue & Novità a Vogue Italia: il numero di giugno 1966 fu il primo con la nuova testata. Sartori rimase direttore per ventidue anni, fino al 1988.
Franco Sartori modificò l'impostazione della testata raggiungendo i canoni di raffinatezza e di grande cura per l'immagine fotografica che già caratterizzavano l'edizione francese e quella americana. Sartori cambiò il formato, la carta, la copertina e coinvolse grandi fotografi come Richard Avedon, Irving Penn, Norman Parkinson, Bert Stern, Helmut Newton. I primi fotografi italiani a lavorare per Vogue Italia furono Gian Paolo Barbieri e Gianni Penati.
I primi anni di Vogue Italia furono molto difficili con perdite che ammontavano a 30 milioni nel 1965 e a 67 milioni nel 1967. Durante gli anni settanta la tiratura era di appena 40 000 copie mensili.
Alla fine degli anni Settanta, con il boom del made in Italy, Vogue Italia è diventato il primo interlocutore degli stili che in breve si imporranno a livello internazionale.

### Gli anni di Franca Sozzani
Nel luglio del 1988, poco dopo la morte di Sartori, Franca Sozzani venne nominata direttrice e il numero di luglio/agosto 1988 fu il primo da lei firmato. La nuova direttrice accentuò lo stile sofisticato del giornale, rendendolo sempre più attento alle varie tendenze. La grafica divenne aggressiva e nei primi anni Novanta la diffusione di Vogue Italia aumentò progressivamente. Franca Sozzani rimase direttrice fino alla morte, avvenuta nel dicembre 2016.
Prima che per Vogue Italia, la Sozzani aveva lavorato come redattrice per Vogue Bambini, e come direttrice per Lei e poi per Per Lui, versione al maschile della stessa rivista. Dopo aver valutato altre possibilità, la direzione di Vogue Italia fu affidata a lei.
Nel luglio 2008 la Sozzani pubblicò l'all black issue (il "numero tutto nero"), utilizzando solo modelle di colore in tutto il numero. Il 22 dicembre 2016 Franca Sozzani morì all'età di 66 anni.

### Gli anni di Emanuele Farneti
Il 20 gennaio 2017, dopo un mese dalla morte della Sozzani, Emanuele Farneti, già direttore di GQ Italia, viene nominato direttore di Vogue Italia e L'Uomo Vogue.
Farneti era stato direttore di otto diverse riviste. Nel luglio 2017 la Condé Nast Italia annunciò che avrebbe chiuso L'Uomo Vogue, Vogue Accessory, Vogue Bambini e Vogue Sposa, per concentrarsi sulle testate principali: Vogue Italia, GQ, fra le altre. La direzione di Farneti si protrae fino al luglio 2021.

## Oggi
Vogue Italia esce con 12 numeri l'anno e con importanti allegati: Vogue Unique, dedicato all'alta moda ed al lusso (marzo e settembre); Casa Vogue, un'esibizione unica degli interiors d'autore (aprile e ottobre); Shopping in Vogue (febbraio ed agosto); Beauty in Vogue (maggio e novembre).

## Vogue.it
Nel febbraio 2007 venne pubblicato nella rete Style.it che rappresentava l'espansione online di tutte le testate femminili del gruppo Condé Nast, compresa Vogue.
Il 24 febbraio 2010 nacque Vogue.it, il sito ufficiale di Vogue Italia. Vogue.it è aggiornato più di trenta volte al giorno ed è suddiviso in aree tematiche per facilitarne la consultazione, è bilingue (italiano e inglese), ed è ricco di contenuti inediti.
Le principali aree tematiche sono:
- “Shows”: dov'è possibile seguire il processo creativo degli stilisti, con video dei dietro le quinte delle sfilate.
- “Trends”: dove si possono scoprire le ultime tendenze in giro per il mondo.
- “News”: dove si trovano le ultime novità in fatto di moda e di celebrities.
- “Magazine”: dove si possono leggere i contenuti del mese in edicola di Vogue Italia, L'Uomo Vogue e Vogue Gioiello.

Vogue.it ha inoltre introdotto due innovative aree tematiche:
- “Black”: che da voce alle bellezze di colore ed al loro universo; questa sezione vanta della collaborazione di Tyra Banks (fra le più celebri top model di colore ).
- “Curvy”: per taglie oltre la 46, dove vengono raccontate storie di modelle che hanno deciso di star bene e mettersi a mangiare, arrivando a raggiungere una taglia 46-48.

Tra le sezioni più seguite c'è il blog del direttore, ideato da Franca Sozzani.
Nel 2011 Vogue.it ha lanciato due nuove iniziative per coinvolgere i propri lettori:
- PhotoVogue: una piattaforma dedicata ai talenti della fotografia e che è arrivata nel maggio del 2012 a coinvolgere più di 20.000 fotografi che hanno caricato sul sito migliaia di scatti.
- VOGUEncyclo: una vera e propria enciclopedia della moda scritta dagli utenti del sito, curata dalla redazione e arricchita da immagini fotografiche provenienti dagli archivi di Vogue.

## Pubblicazioni collegate
Per quanto riguarda l'Italia, dopo la nascita di Vogue Italia nel 1965; sono state create diverse nuove pubblicazioni:
- nel 1967 venne creato L'Uomo Vogue da Franco Sartori e Flavio Lucchini, diretto per 28 anni da Franca Sozzani (1988-2016);
- nel 1973 venne creato Vogue Bambini inizialmente diretto da Franca Sozzani, a oggi è interamente bilingue ed è presente in tutti i grandi mercati di riferimento (Europa, Russia, Stati Uniti, Giappone, oltre che in Medio Oriente e in America Latina), è diretto da Enrica Ponzellini;
- nel 1980 venne creato Vogue Gioiello, diretto da Franca Sozzani;
- nel 1982 venne creato Vogue Sposa diretto da Carla Sozzani (oggi è diretto da Enrica Ponzellini);
- nel 2005 venne creato Vogue Accessory (primo direttore: Franca Sozzani).

## Curiosità
- Nel romanzo di Thomas Harris Il silenzio degli innocenti al primo incontro in cella fra Clarice Starling e il dottor Hannibal Lecter quest'ultimo viene descritto dal narratore essere intento a sfogliare una copia di Vogue Italia.[19]